# Сен-Прем
Сен-Прем (фр. Saint-Prim) — коммуна во Франции, находится в регионе Рона — Альпы. Департамент коммуны — Изер. Входит в состав кантона Руссийон. Округ коммуны — Вьенн.
Код INSEE коммуны — 38448. Население коммуны на 1999 год составляло 892 человека. Населённый пункт находится на высоте от 155  до 309  метров над уровнем моря. Муниципалитет расположен на расстоянии около 430 км юго-восточнее Парижа, 36 км южнее Лиона, 80 км западнее Гренобля. Мэр коммуны — M. Patrick Barraud, мандат действует на протяжении 2008—2014 гг.
Динамика населения (INSEE):